# Hvem er hun? (film 1910)
Hvem er hun? è un cortometraggio muto del 1910 diretto da Holger Rasmussen. Si basa su La Femme X di Alexandre Bisson, lavoro teatrale andato in scena a Parigi il 15 dicembre 1908 e portato sullo schermo in numerose versioni, cinematografiche e televisive.

## Trama
Fleuriot, scoperto che sua moglie Jacqueline gli è infedele, la caccia via. Lei, quando viene a sapere che il figlio si è ammalato, vorrebbe cercare di tornare per vederlo, ma il marito rifiuta di farla entrare in casa. Disperata, la donna se ne va. Ormai la sua vita è distrutta e lei, nel corso degli anni, cade sempre più in basso, senza più riscatto.

Molti anni dopo, il figlio è diventato un adulto, intraprendendo con successo la carriera di avvocato. Lei, però, scopre che qualcuno lo sta ricattando. Per difenderne l'onorabilità, spara al ricattatore, uccidendolo. Arrestata, tace sui veri motivi del suo gesto. Viene così processata per omicidio, scoprendo con terrore che l'avvocato che la difenderà sarà proprio suo figlio, ignaro di tutto. Nonostante lei continui a non collaborare, il giovane Fleuriot riesce comunque a farla assolvere. La donna, però, stremata dalle emozioni e ormai debolissima, cede di schianto. Per lei non c'è più speranza. Mentre è in punto di morte, il marito, che ha seguito in aula il processo del figlio, rivela al giovane che quella è sua madre. Jacqueline può così morire tra le braccia del figlio perduto da tempo.

## Produzione
Il film fu prodotto dalla Nordisk Film Kompagni.

## Distribuzione
Distribuito dalla Nordisk Film Kompagni, il film - un cortometraggio in una bobina di 303,25 metri che in Danimarca aveva anche il sottotitolo Madame X - uscì nelle sale cinematografiche danesi presentato in prima al Biograf-Theatret di Copenaghen il 29 settembre 1910. Importato negli Stati Uniti dalla Great Northern Film Company, venne distribuito dalla Motion Picture Distributors and Sales Company, presentato in pubblico il 28 ottobre 1910 con il titoli inglesi Who Is She? o La femme. In Finlandia, dove uscì con i titoli Nainen (finlandese) e Kvinnan (svedese), fu distribuito il 16 ottobre 1911. In Germania, prese il titolo Wer ist Sie?
.